# Sankt Gallen (Autriche)
Sankt Gallen est une commune autrichienne du district de Liezen en Styrie.